# Хо Ши Мин
Хо Ши Мин (вьет. Hồ Chí Minh, тьы-ном 胡志明, Хо Ти Мынь [hôtɕǐmɪɲ]о файле); настоящие имена: Нгуен Шинь Кунг, Нгуен Тат Тхань; псевдонимы: «Нгуен Ай Куок», «Ли Цюй», «товарищ Выонг», «Тхау Тин», «Хо Ши Мин»; (19 мая 1890, Кимльен, уезд Намдан, провинция Нгеан, Французский Индокитай — 2 сентября 1969, Ханой, ДРВ) — вьетнамский революционер, государственный, политический, военный и партийный деятель. Последователь марксизма-ленинизма, член Французской коммунистической партии с 1920 года, видный деятель Коминтерна, основатель Коммунистической партии Вьетнама (1930) и Коммунистической партии Индокитая (1930), создатель Вьетминя (1941), руководитель августовской революции (1945), с 19 августа 1945 по 2 сентября 1969 года — первый президент Демократической Республики Вьетнам и создатель Национального фронта освобождения Южного Вьетнама («Вьетконга») (1960).
Верховный Главнокомандующий Вооружёнными силами СРЮВ во Вьетнамской войне в 1964—1969 годах.

## Биография

### Ранние годы
Хо Ши Мин родился 19 мая 1890 года на вьетнамской территории Французского Индокитая, в деревне Кимлиен, уезд Намдан, провинция Нгеан. Его имя при рождении (первое, или молочное, имя) — Нгуен Шинь Кунг. Отец — Нгуен Шинь Шак — сторонник конфуцианской патриотической партии, был самым образованным человеком в деревне, получил почётное звание фобанга (второе по значению), впоследствии приглашался на должность начальника уезда. Мать — Хоанг Тхи Лоан — умерла в возрасте 32 лет при родах четвёртого ребёнка.
По вьетнамской традиции, перед поступлением в школу Нгуен Шинь Кунг получил второе (официальное, или «книжное», имя) — Нгуен Тат Тхань (вьет. Nguyễn Tất Thành, «Нгуен-триумфатор»).

### Период эмиграции
В 1911 году Тат Тхань под вымышленным именем поступил на пароход матросом и отправился в длительное путешествие по миру, из которого он вернётся на родину только через 30 лет.
В первые годы своих странствий Нгуен Тат Тхань посетил Америку и Европу. В 1916—1923 годах жил в США, Великобритании, Франции.

#### Во Франции
В Париже Тат Тхань берёт псевдоним Нгуен Ай Куок (вьет. Nguyễn Ái Quốc, тьы-ном 阮愛國, «Нгуен-патриот»).

Нгуен Ай Куок в Марселе. 1921.

В 1919 году обратился к руководству держав, подписывающих Версальский договор, с просьбой предоставить свободу народам Индокитая, которую оно оставило без внимания.
Был вовлечён в социалистическое движение под влиянием своего друга Марселя Кашена. В 1920 году вступил во Французскую коммунистическую партию. С 1920-х годов — активист Коминтерна.

#### В Советском Союзе

Делегаты V конгресса Коминтерна в Москве. В первом ряду второй справа, с сигаретой — Нгуен Ай Куок (Хо Ши Мин). 1924 год.

Нгуен Ай Куок (первый ряд, третий слева) с группой делегатов V Конгресса Коминтерна.

В 1923 году приезжает по приглашению Коминтерна из Парижа в Москву. Для конспирации пропуск в СССР был выписан на другое имя. Ехать пришлось через Германию: в Берлин, оттуда в Гамбург, 30 июня 1923 года прибыл пароходом в Петроград, и затем поездом в Москву.
В Москве работал в Исполкоме Коминтерна (ИККИ). Очень хотел повидаться с Лениным, однако встретиться не довелось, так как советский вождь уже был серьёзно болен и вскоре скончался. Нгуен Ай Куок смог посетить прощальную церемонию.
Давал интервью для журнала «Огонёк» Осипу Мандельштаму.
Окончил Коммунистический университет трудящихся Востока. В Советском Союзе Нгуен Ай Куок окончательно сформировался как коммунистический лидер.
Свои взгляды Нгуен Ай Куок изложил на V конгрессе Коминтерна в 1924 г., где выступил с докладом по колониальному вопросу.

#### В Китае
В декабре 1924 года, когда на юге Китая Сунь Ятсен стоял во главе революционного Кантонского правительства и сотрудничал с коммунистами в надежде на военную и финансовую поддержку Коминтерна, Нгуен Ай Куок был направлен в Кантон. Там же получил китайские документы с новым китайским псевдонимом «Ли Цюй» и стал вести работу по налаживанию связей Коминтерна с революционно настроенными эмигрантами из Вьетнама. Под видом наёмного китайца официально устроился на работу переводчиком у Главного политического советника ЦИК Гоминьдана и одновременно представителя Коминтерна в Китае Михаила Марковича Бородина.
Через некоторое время организовал в Кантоне «Комитет особой политической подготовки», где под псевдонимом «товарищ Выонг» обучал вьетнамцев методам организованной коллективной революционной борьбы, в противовес индивидуальному террору. Встречался с ветераном национально-освободительного движения, одним из первых вьетнамских революционных демократов Фан Бой Тяу.
В 1925 году, после ареста в Шанхае Фан Бой Тяу, «товарищ Выонг» организовал в Кантоне Товарищество революционной молодежи Вьетнама, со своим печатным органом — газетой «Молодёжь», и ещё несколько революционных организаций — женскую, крестьянскую, пионерскую. Для оргработы с революционерами соседних стран создал «Союз угнетённых народов Азии». Существует также некоторая информация о его знакомстве и браке в это время с китайской акушеркой Цзэн Сюэмин, которую по-вьетнамски называли «Танг Тует Минь» (ныне вьетнамское правительство отрицает эти данные, настаивая на полном отказе Хо Ши Мина от личной жизни ради революционной борьбы).
В 1926 году, через Бородина, «товарищ Выонг» организовал отправку первой группы вьетнамских революционеров в Москву, на обучение в Коммунистический университет трудящихся Востока. В это же время написал и распространял первую вьетнамскую коммунистическую учебную брошюру «Пути революции» с изложением политической программы будущей коммунистической партии Индокитая.
В апреле 1927 года, после переворота Чан Кай Ши, аппарат Бородина был эвакуирован. «Ли Цюй» не только лишился работы, но и оказался под угрозой ареста. Чтобы избежать ареста, в мае 1927 года он срочно попытался перебраться в Гонконг. Однако туда его не впустили, и пришлось проделать трудный путь на север Китая, а оттуда на территорию СССР.

#### Снова в Европе
Прибыв в Москву, в декабре 1927 года Нгуен Ай Куок отправился в рабочую поездку по европейским странам. В Брюсселе принял участие в работе недавно созданной международной «Антиимпериалистической лиги». Далее, через Францию и Швейцарию он перебрался в Италию, где в порту Неаполя сел на пароход, отправляющийся в индокитайское государство Сиам.

#### В Сиаме
В Сиаме Нгуен Ай Куок снова, как и ранее в Китае, поселился в местах, где проживало большое количество вьетнамских эмигрантов — в провинции Удон. Там, под новым псевдонимом «Тхау Тин», он начал работу по организации революционных групп среди вьетнамцев. В это время в Сиаме существовали уже и ячейки Товарищества революционной молодежи Вьетнама.
11 ноября 1929 года Нгуен Ай Куоку во Французском Индокитае вьетнамским императорским судом был заочно вынесен смертный приговор. На вьетнамских землях Французского Индокитая к этому времени уже действовали отдельные коммунистические группы. Коминтерн передал поручение Нгуен Ай Куоку провести работу по их объединению и в декабре 1929 года он отправился морским путём через Сингапур в Гонконг.

#### В Гонконге
3 февраля 1930 года на конференции в Гонконге Нгуен Ай Куоком и другими эмигрантами был основан филиал Компартии Франции, который получил название «Коммунистическая партия Вьетнама» (КПВ).
При содействии Компартии Франции (и лично Мориса Тореза) Нгуен Ай Куоку удалось также собрать под крыло КПВ разрозненные партийные группы стран Индокитайского полуострова, и в октябре 1930 года на 1-м пленуме ЦК КПВ эта партия была переименована в «Коммунистическую партию Индокитая» (КПИК), а также была принята политическая программа КПИК, определяющая задачи будущей буржуазно-демократической революции в Индокитае и пути её перерастания в социалистическую революцию.

### Движение за независимость
В 1941 году в оккупированном японцами Индокитае учредил военно-политическую организацию Вьетминь, ставившую целью борьбу с оккупантами и колонизаторами. После приезда в Южный Китай для установления связи с китайскими коммунистами и вьетнамскими эмигрантами был арестован гоминьдановским правительством и провёл полтора года в тюрьме.
В конце Второй мировой войны Хо Ши Мин организовал Августовскую революцию 1945 года против прояпонского правительства, и после ухода японцев Вьетминь взял власть в Индокитае.

### Деятельность на посту президента ДРВ/Северного Вьетнама
После Второй мировой войны Хо Ши Мин пытался мирно разрешить вопрос деколонизации Индокитая со стороны Франции и вёл переговоры на эту тему с французским правительством. При этом 2 сентября 1945 года он объявил о создании независимой Демократической Республики Вьетнам (ДРВ). С 28 августа 1945 по 2 марта 1946 и с 3 ноября 1946 по март 1947 года занимал также пост министра иностранных дел Вьетнама. Когда к концу 1946 года стало понятно, что переговоры бесплодны, руководство ДРВ приняло решение начать активную войну на истощение французских сил в Индокитае. Хо Ши Мин пытался заручиться поддержкой США в борьбе ДРВ с Францией, для чего даже писал письмо американскому президенту Гарри Трумэну. Однако в итоге он потерпел неудачу: США не стали вмешиваться в конфликт.

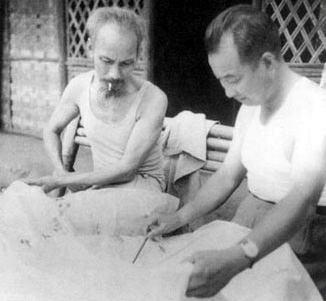
Хо Ши Мин и китайский военачальник Чэнь Гэн. 1950.

В феврале 1950 Хо Ши Мин тайно посетил СССР, где в это время находился и Мао Цзэдун. В результате переговоров со Сталиным и Мао была достигнута договорённость, что СССР предоставит Вьетминю полк дальнобойной 37-мм артиллерии, грузовики и медикаменты, а Китай — вооружение для нескольких пехотных дивизий и артиллерийских подразделений, направит военных советников, начнёт обучение вьетнамских курсантов в училище сухопутных войск. Мао Цзэдун гарантировал, что китайская провинция Гуанси станет непосредственным военным тылом для Вьетминя.
Товарищу Сталину
Горячо любимый и почитаемый товарищ.
Сегодня я уезжаю в свою страну.
Горячо благодарю Вас за всё, что Вы для меня сделали.
Обещаю Вам хорошо работать в осуществлении аграрной программы и ведении нашей патриотической войны.
Надеюсь, что через два или три года я смогу возвратиться, чтобы дать Вам отчёт о результатах нашей работы.
Желаю Вам крепкого здоровья, и очень долгой жизни,
Крепко обнимаю.
Дин.
19.11.52 г.
В 1952 Хо Ши Мин тайно находился в СССР с 6 октября по 19 ноября. В это время он принял участие в XIX съезде ВКП(б), направил Сталину письма, в которых просил о предоставлении помощи, в том числе о поставках вооружения, и представил проект аграрной программы Партии трудящихся Вьетнама, составленный при участии Лю Шаоци (отвечавшего в ЦК КПК за связи с Вьетнамом) и китайского посла в СССР. Принял ли Сталин Хо Ши Мина, неизвестно.
США начали поддерживать Францию в 1950 году на фоне Корейской войны и признания ДРВ со стороны СССР и КНР. Поддержка со стороны США, однако, не помогла Франции разгромить ДРВ. После поражения французских сил в сражении при Дьенбьенфу в июле 1954 года были подписаны Женевские соглашения, по которым территория Вьетнама получала независимость и временно разделялась на две части, между которыми располагалась демилитаризованная зона. Северный Вьетнам переходил под контроль властей ДРВ во главе с Хо Ши Мином, став, таким образом, первым социалистическим государством в регионе Юго-Восточной Азии.
В 1955—1956 годах правительство Северного Вьетнама провело аграрную реформу, в ходе которой были ликвидированы средний класс и институты частной собственности, что поспособствовало значительному падению производства и экономическому кризису.

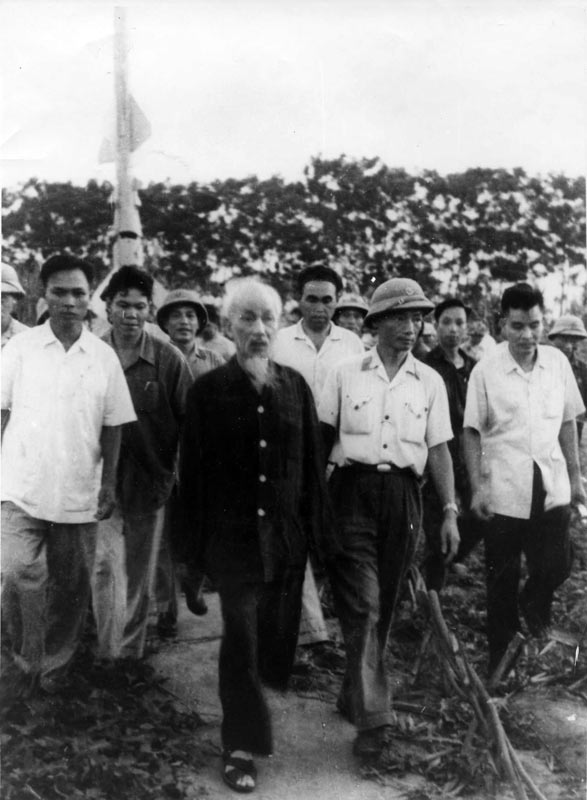
Президент Хо Ши Мин на огневой позиции 61-го зенитно-ракетного дивизиона. 26 августа 1965 года

В конце 1950-х годов, когда стало ясно, что власти созданного по Женевским соглашениям Южного Вьетнама не намерены воссоединяться с Северным Вьетнамом и всё больше сближаются с США, Северный Вьетнам принял решение о поддержке южновьетнамских коммунистических сил для подрыва стабильности Южного Вьетнама как государства. В 1960 году эти силы были преобразованы в Национальный фронт освобождения Южного Вьетнама (НФОЮВ), также известный как Вьетконг. НФОЮВ пользовался поддержкой со стороны СССР и КНР. Для переброски войск и военного снаряжения из Северного Вьетнама в Южный использовались сухопутные и водные транспортные пути на территории Лаоса и Камбоджи, получившие название тропа Хо Ши Мина. Деятельность Северного Вьетнама и НФОЮВ вынудила США постепенно усиливать своё участие в начавшейся гражданской войне в Южном Вьетнаме и послать туда первые регулярные военные подразделения в 1961 году. Однако тогдашний президент США Джон Кеннеди выступал против эскалации войны, чрезмерного вмешательства США во внутренние дела Южного Вьетнама и пытался решить южновьетнамский вопрос мирно. ДРВ отказывалась идти на какие-либо переговоры с Южным Вьетнамом и дипломатически признать его. Вместо этого она желала захватить его через НФОЮВ.
В 1964 году предполагаемый обстрел вьетнамскими катерами американского эсминца от 2 августа, незаконно находившегося в водах ДРВ, спровоцировал руководство США к принятию так называемой «Тонкинской резолюции». Правительство ДРВ, в свою очередь, объявило о выходе из Женевских соглашений и подготовке к военным действиям. С марта 1965 года США стали принимать полноценное участие в войне в Южном Вьетнаме. Северный Вьетнам в ответ также усилил своё участие в этой войне и заметно увеличил помощь силам южновьетнамского коммунистического сопротивления, которые хоть и не смогли полностью захватить Южный Вьетнам до 1975 года, но втянули его, а заодно и США в долгую, кровопролитную, дорогостоящую и бесплодную войну. В рамках эскалации войны в Южном Вьетнаме местные сопротивленцы при поддержке Северного Вьетнама устроили такие широкомасштабные и кровавые военные операции, как Тетское наступление (1968). Это сильно подрывало Южный Вьетнам как государство. Однако окончательного его разгрома Хо Ши Мин не застал.

### Смерть

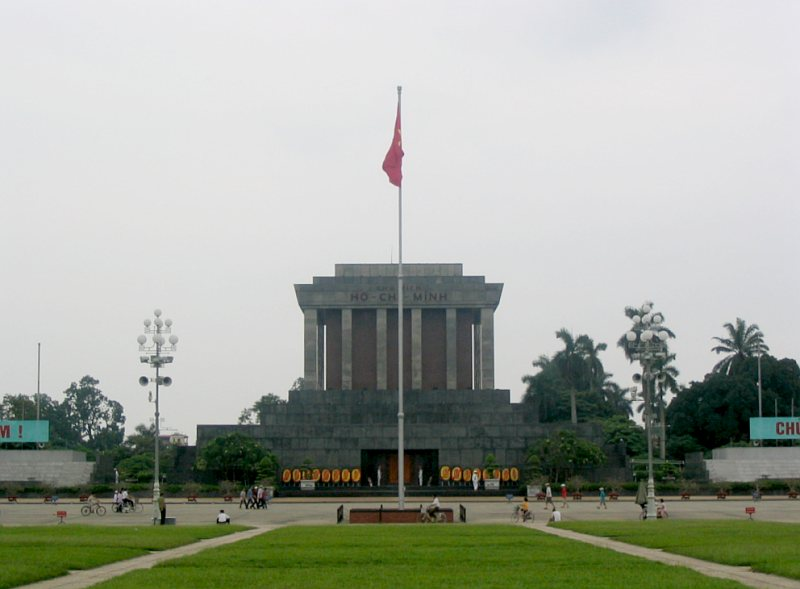
Мавзолей Хо Ши Мина в Ханое

Умер 2 сентября 1969 года на 80-м году жизни. Забальзамирован советскими специалистами, хотя в завещании просил кремировать себя, поместить прах в три керамические урны и захоронить в каждой части страны — на севере, юге и в центре, где родился. Похоронен в Ханое, в мавзолее Хо Ши Мина на площади Бадинь.

### Наследие Хо Ши Мина
В настоящее время во Вьетнаме в политической и общественной жизни страны основную руководящую роль играет идеология Хо Ши Мина (tư tưởng Hồ Chí Minh), которая считается вьетнамизацией марксизма-ленинизма. «В идеологии Хо Ши Мина нашли органичное сочетание восточное стратагемное мышление и западные политтехнологии. Современный Вьетнам уверенно развивается на прочном духовном фундаменте, который базируется на тщательно отобранных и приспособленных к защите национальных интересов лучших идеях и политтехнологиях как Востока, так и Запада. Восточная философия в целом и стратагематика в частности — неотъемлемая часть идеологии Хо Ши Мина, которая в соответствии с действующей с 1 января 2014 года Конституцией СРВ наряду с марксизмом-ленинизмом является „идеологическим фундаментом и руководящей силой Государства и общества“».

### Музеи

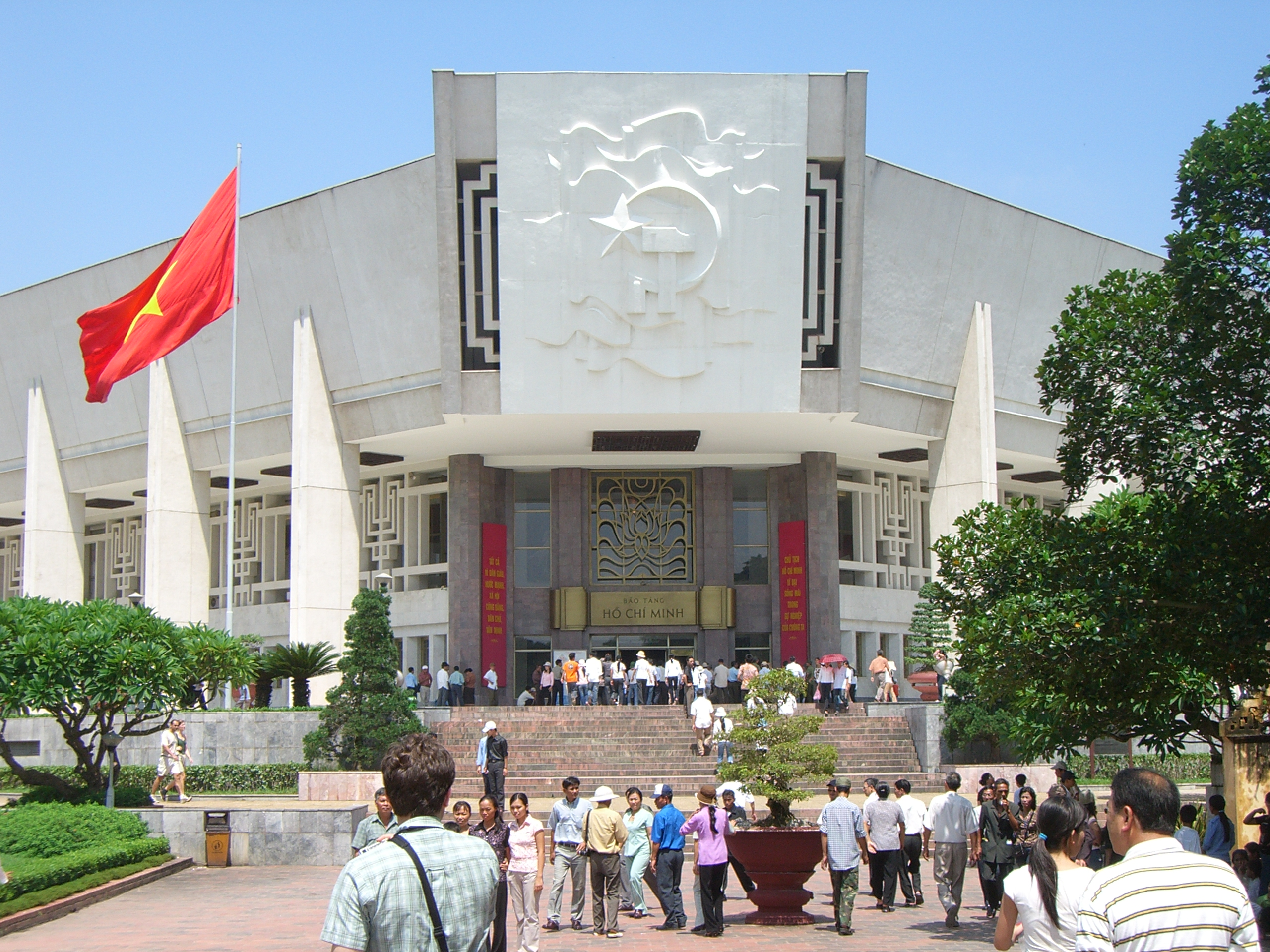
Музей Хо Ши Мина в Ханое. Центральный вход

### Улицы и памятники

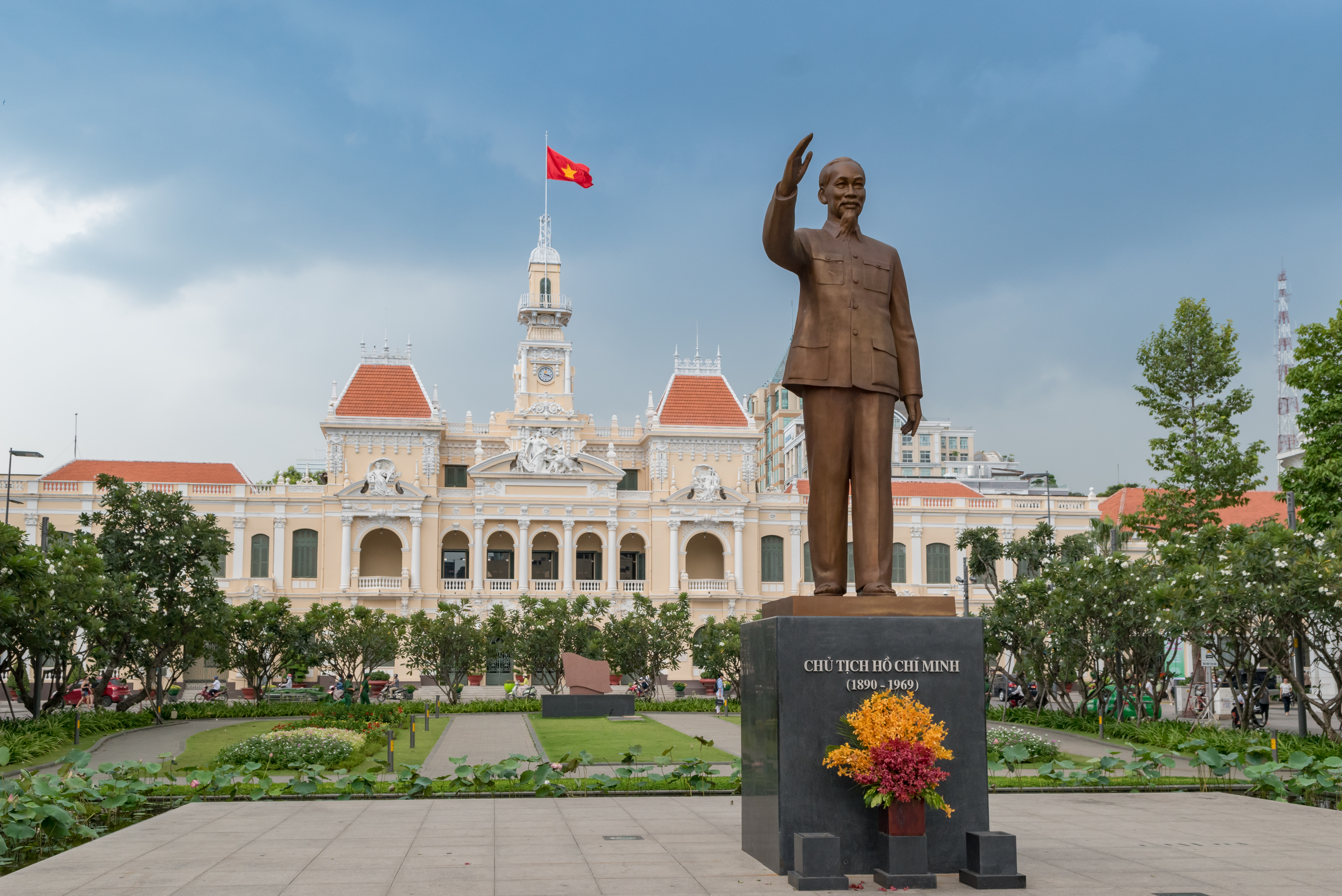
Памятник перед Народным собранием в Хошимине

Памятник Хо Ши Мину в Москве

### В бонистике

Банкноты
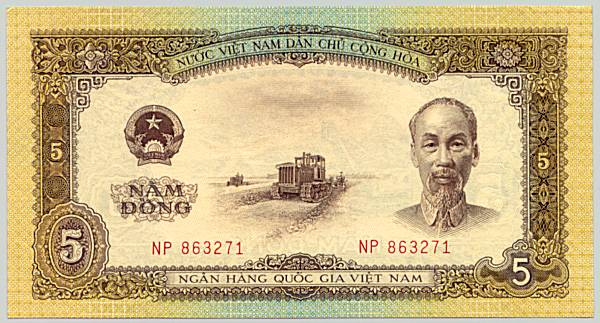
5 донгов 1958 года эмиссии (ДРВ)
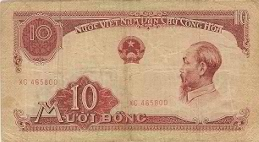
10 донгов 1958 г. эмиссии (ДРВ)

### В филателии

Почтовые марки
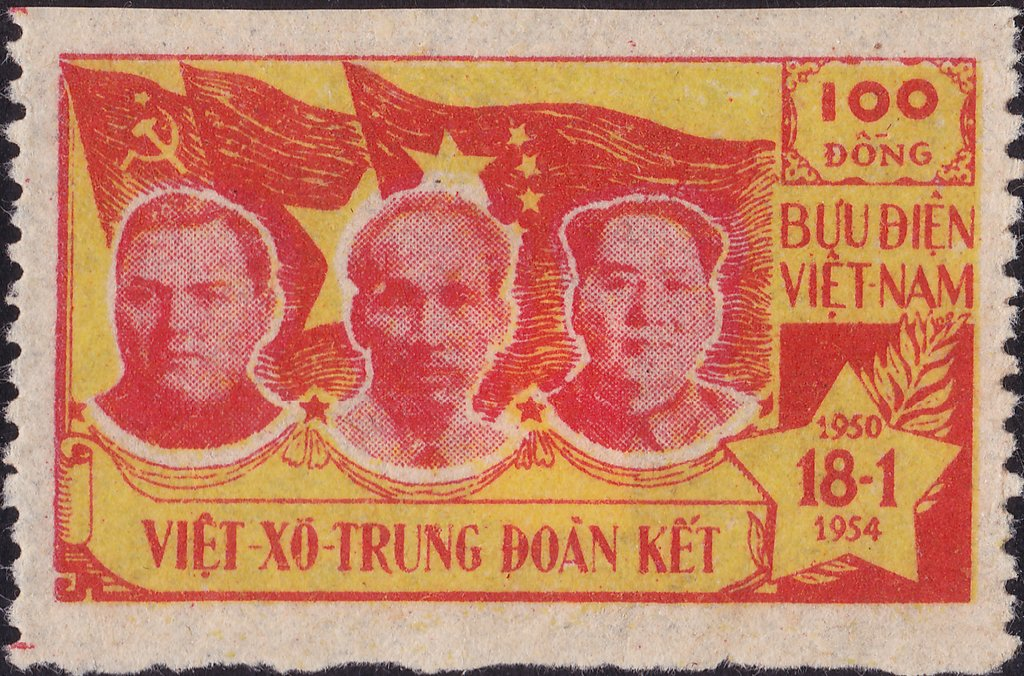
Почтовая марка Вьетнама, 1954 год (Г. М. Маленков, Хо Ши Мин и Мао Цзэдун)
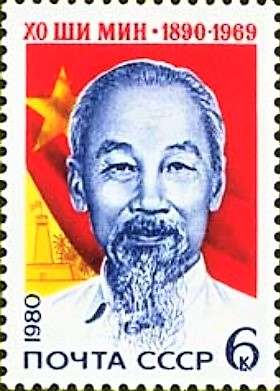
Почтовая марка СССР, 1980 год.
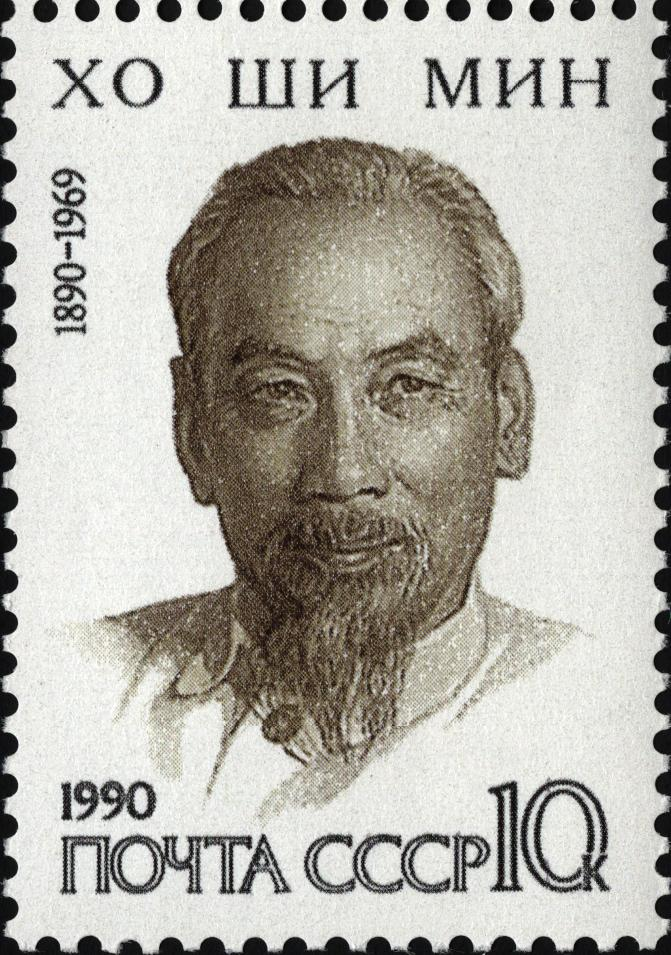
Почтовая марка СССР, 1990 год

## Список произведений